# Sebastian Padotzke

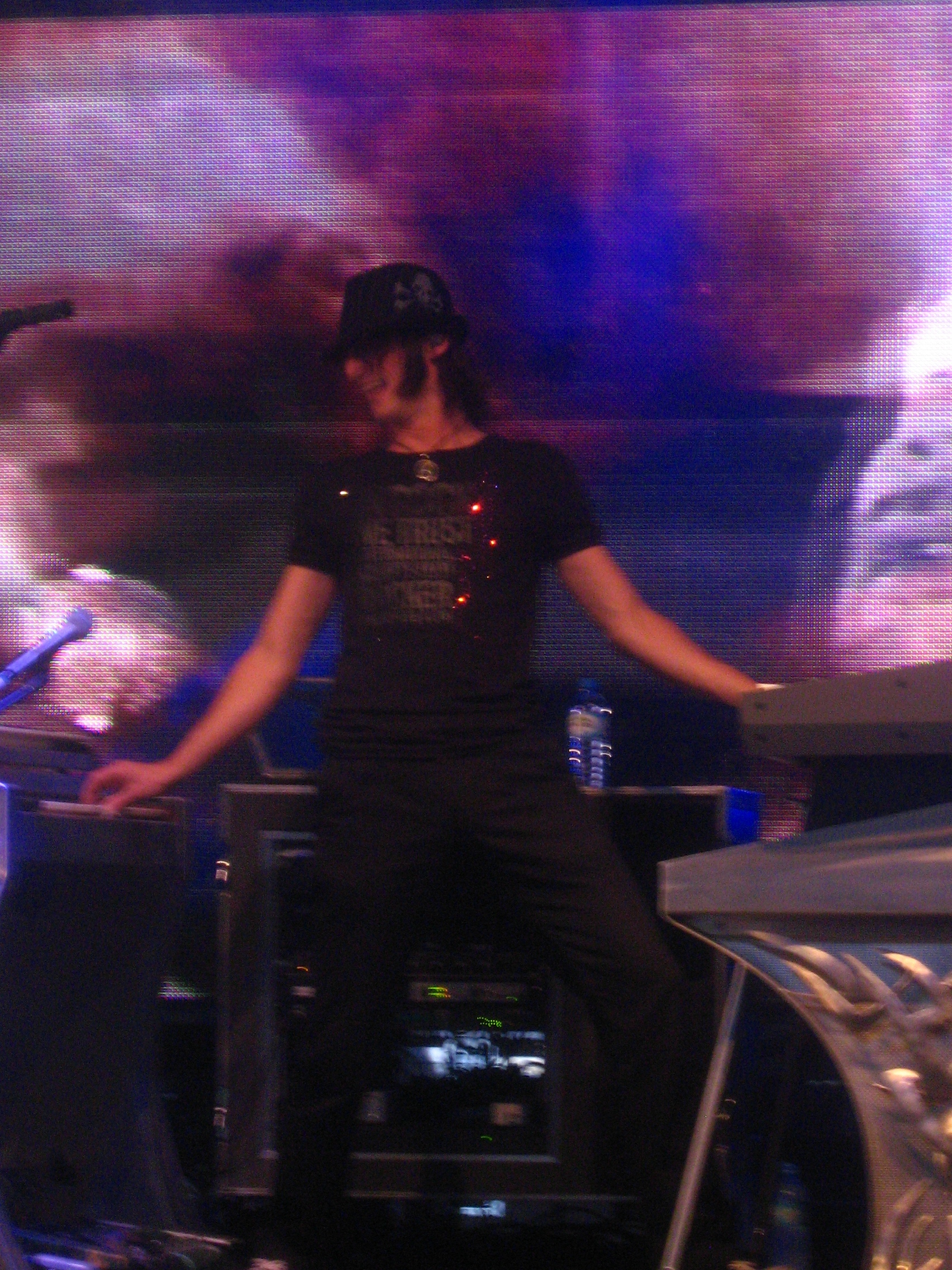
Sebastian Padotzke live in Stettin, Polen

Sebastian Padotzke (* 7. August 1971 in Stockach) ist ein deutscher Musiker und war Keyboarder und Saxophonist der Band Reamonn.
Anfangs spielte Padotzke diverse Holzblasinstrumente, so wechselte er von der Querflöte über das Saxophon, was er klassisch studiert hat. Außerdem spielt er Klavier. Damit kam er über die Klassik zum Jazz (erst Big-Band, dann Soul und Funk, schließlich auch Ska bei den Blue Babies und Oldtime-Jazz mit den Redhouse Hot Six aus Freiburg) zum Rock und Pop.
Er war unter anderem mit Tower of Power und den Weathergirls zusammen auf der Bühne, wofür er sich eine Hammond-Orgel und Rhodes für die Keyboarder seiner Bands zulegte – er selbst spielte die Tasteninstrumente erst in der Band Reamonn. Dort gilt er als musikalischer Kopf der Band, der sich mit Filtern, LFOs und Effekten, Samples und Sounds, Sequenzer, Loops und Moog beschäftigt.
Gemeinsam mit Uwe Bossert, Gitarrist von Reamonn, produzierte er im Dezember 2005 das Doppelalbum Berlin. Darauf finden sich Instrumentalstücke, Fotos und Gedichte.
Seit Ende 2010 gehört er zur Band „Stereolove“, die die Reamonn-Band mit dem Sänger Thomas Hanreich gründete.
Padotzke ist mit der Schauspielerin Susu Padotzke verheiratet, mit der er zwei Töchter hat, Laila (* 2004) und Lola (* 2010).